# 裕豐 (道光進士)
裕豐（1811年—？），字宜中，号防盈，一号雪跌，杨氏，吉林驻防内务府汉军正黄旗人。道光庚子举人，乙巳进士。
后任户部福建司笔帖式、河南司廣東司主事。

## 家庭成员
- 曾祖楊煥；
- 祖永泰；
- 本生祖永宁，广东遂溪县县丞；
- 父杨濂。[2]